# Dzanabadzar
Dzanabadzar či Öndör-gegén Dzanabadzar (mongolsky Өндөр Гэгээн Занабазар, 1635–1723), rodným jménem Išdordž (mongolsky Ишдорж) byl mongolský aristokrat, syn Tüšetü-chána Gombodordže, první bogdgegén a významný a všestranný umělec.

## Život
Dzanabadzar byl synem Gombodordže, třetího mongolského Tüšetü-chána. Roku 1639 byl na sjezdu představitelů chalchaských Mongolů prohlášen za jejich duchovního vůdce s titulem Öndör-gegén. Pátý dalajláma Ngawang Lozang Gjamccho ho později uznal za převtělence tibetského buddhistického učence Taranathy (1575–1634), který byl patnáctým převtělencem v linii džebzundamba chutugtuů a udělil mu sanskrtské jméno Jñānavajra (ज्ञानवज्र, mongolsky Dzanabadzar, „Záblesk moudrosti“). Později obdržel ještě titul bogdgegén.
Dzanabadzar rozšířil vliv buddhistické školy gelugpa v Mongolsku, která tak nahradila dosud převládající vliv školy sakjapa. Jeho těsné vztahy s chalchaskými mongolskými chány (včetně bratra Čichundordže) a čchingským císařem Kchang-sim usnadnily roku 1691, po jejich porážce Džúngary, přechod chalchských Mongolů do čchingského poddanství.
Vedle své duchovní a politické role byl Dzanabadzar všestranným učencem a umělcem – vynikl jako sochař, malíř, architekt, básník, učenec a lingvista. Přisuzuje se mu zahájení mongolské kulturní renesance sedmnáctého století. Nejvíce je známý svými složitými a elegantními buddhistickými sochami v nepálském stylu, z nichž nejznámější jsou Bílá Tara a Varadžradhara, vytvořené v roce 1680. Pro usnadnění překladu posvátných tibetských textů vytvořil písmo sojombo. Svou uměleckou činnost užíval k propagaci buddhismu mezi všemi úrovněmi chalchské společnosti, aby sjednotil mongolské chalchské kmeny v tehdejším období sociálního a politického nepokoje.

## Zajímavost
Po Dzanabadzarovi je pojmenován dinosaur Zanabazar.